# Кобрисев, Анатолий Иванович
Анато́лий Ива́нович Ко́брисев (1950) — советский гребец-байдарочник, выступал за сборную СССР в первой половине 1970-х годов. Четырёхкратный чемпион мира, чемпион Европы, чемпион всесоюзного первенства. На соревнованиях представлял Вооружённые силы и спортивное общество «Локомотив», заслуженный мастер спорта СССР (1973).

## Биография
Анатолий Кобрисев родился в 1950 году в Молдавии. Активно заниматься греблей начал в раннем детстве, первое время выступал за Вооружённые силы, впоследствии переехал в Одессу, где проходил подготовку под руководством тренера Геннадия Дьяченко в добровольном спортивном обществе «Локомотив». Первого серьёзного успеха добился в 1969 году, когда выиграл чемпионат Молдавской ССР и чемпионат Европы. Год спустя с одиночной байдаркой стал чемпионом всесоюзного первенства в эстафете 4×500 метров — благодаря череде удачных выступлений удостоился права защищать честь страны на чемпионате мира в Копенгагене, завоевал золото в эстафете и в гонке четвёрок на 1000 метров.
В 1971 году Кобрисев вновь попал в число призёров чемпионата Советского Союза, побывал на первенстве мира в Белграде, откуда привёз эстафетную медаль бронзового достоинства.
Был медалистом всесоюзного первенства 1973 года, на чемпионате мира в финском городе Тампере выиграл ещё одну золотую медаль в эстафете. В следующем сезоне выступал на мировом чемпионате в Мехико, на сей раз добился в эстафете серебряной награды. Продолжал участвовать в крупных всесоюзных и международных регатах вплоть до 1977 года, однако в последнее время уже не показывал сколько-нибудь значимых результатов. Ныне проживает в Одессе.
В 1985 году окончил Одесский государственный педагогический институт имени К. Д. Ушинского.